# Heer Gawein en de groene ridder
Heer Gawein en de Groene Ridder (Engels: Sir Gawain and the Green Knight) is een ridderroman uit de middeleeuwen, geschreven door een onbekende Britse dichter uit de West Midlands. Het is geschreven in het Middelengels (Originele titel: Sir Gawayne and the Grene Knyght) en stamt uit ± 1380.
Van dit verhaal is maar één enkel middeleeuws manuscript bewaard gebleven, dat zich in het British Museum bevindt en dat bekendstaat onder de aanduiding 'Cotton Nero A.x'. Behalve het ridderverhaal bevat het handschrift ook drie religieuze verhalen, waarschijnlijk door dezelfde dichter geschreven: Pearl, Cleanness (of Purity) en Patience. Het dialect waarin het geschreven is verwijst naar een streek in landelijk Engeland op zowat 225 km ten noordwesten van Londen. Mogelijk schreef diezelfde auteur ook een vijfde gedicht, eveneens in allitererende verzen: een legende van de heilige Erkenwald.
De eerste moderne uitgave van dit werk werd verzorgd door J.R.R. Tolkien en uitgebracht in 1925. Pas in 1979 werd het werk in het Nederlands vertaald door Erik Hertog, Guido Latré en Ludo Timmerman van de afdeling Engelse literatuur van de Katholieke Universiteit Leuven. Heer Gawein en de Groene Ridder wordt heden ten dage beschouwd als een van de grootste ridderromans aller tijden.

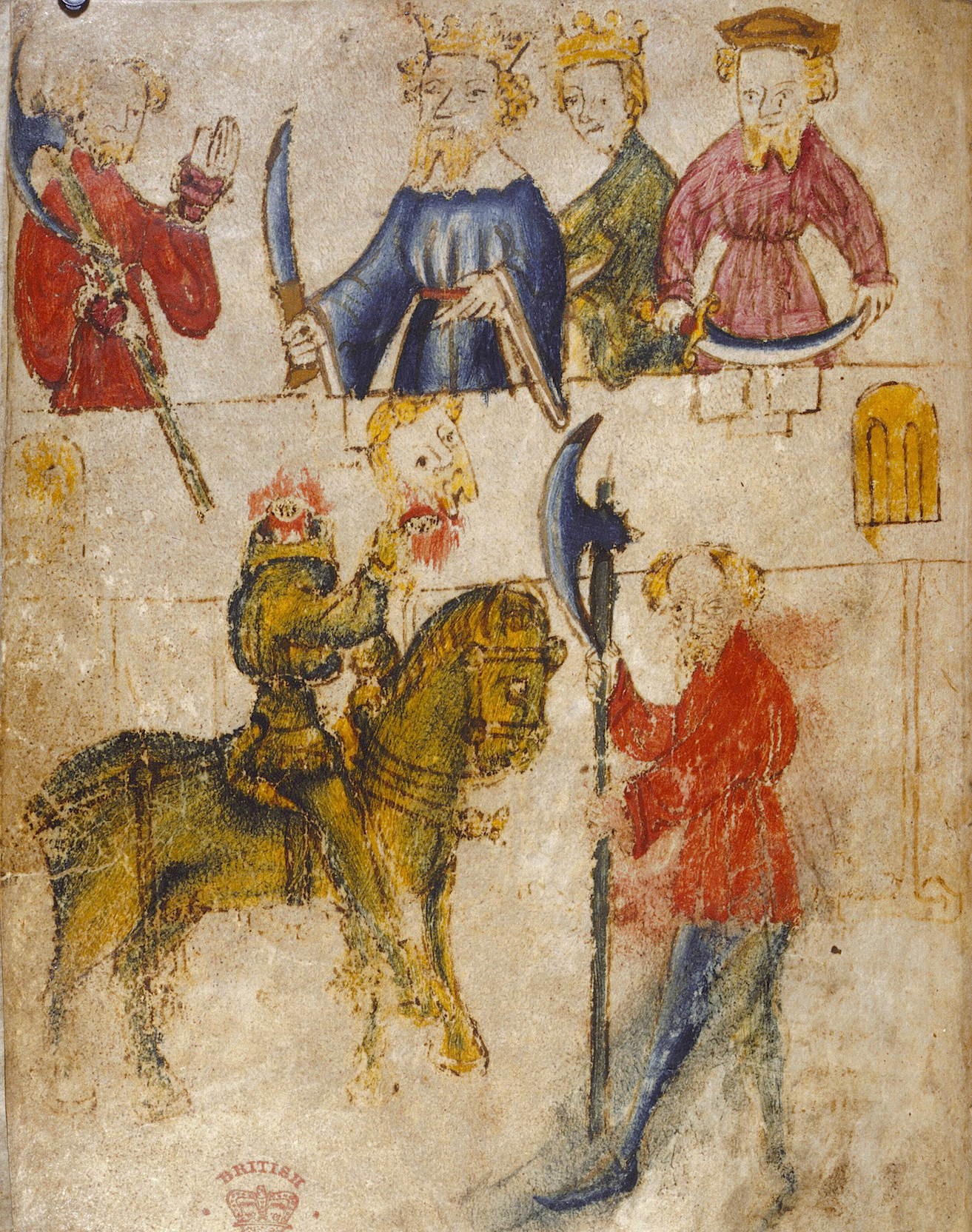
Heer Gawein en de Groene Ridder (middeleeuwse illustratie).

## De versvorm
Heer Gawein en de Groene Ridder is geschreven in lange allitererende versregels, waarbij elke regel is opgesplitst in twee helften, gescheiden door een cesuur. Elke helft bevat twee beklemtoonde lettergrepen, en de eerste drie beklemtoonde lettergrepen van elke regel zijn in stafrijm (in regel 518 wordt hier overigens van afgeweken).
Elke strofe eindigt met vijf regels die rijmen volgens het ababa-schema in de Oudengelse bob-and-wheel-vorm. Hierbij vormt de eerste regel de bob: een korte regel van twee lettergrepen; daarna volgt het wheel: een kwatrijn van korte regels met daarin drie beklemtoonde lettergrepen. (zie het voorbeeld hieronder; het einde van de eerste strofe)
Vertaling in modern Engels door A.S. Kline:

"Most fair

Where war and wrack and wonder

By shifts have sojourned there

And bliss by turns with blunder

In that land's lot had share"
Nederlandse vertaling:

Vol goede moed

Waar wonderen, wraak en onvrede

Elkaar volgden op de voet,

En snel na elkaar zijn ingetreden,

Tijden van voor- en tegenspoed.

## Verhaal
Sir Gawain combineert op een ingenieuze wijze twee verhaallijnen waarbij twee bekende motieven uit folklore en romances opduiken, weliswaar in een christelijke context: die van een 'onthoofdingswedstrijd' (van de 'groene man') waarin beide partijen akkoord gaan om elkaar met zwaard of bijl te bekampen, en die van een verleidingspoging van de held door een mooie dame.

### De uitdaging
Na een korte introductie over de stichting van Brittannië wordt verteld over het hof van Koning Arthur in Camelot. Op nieuwjaarsdag arriveert een reusachtige groene ridder: volledig in het groen gekleed, maar ook met groen haar en een groene huid. Ook zijn paard is groen. Hij daagt de aanwezigen uit hem met zijn eigen bijl een slag toe te brengen. In ruil daarvoor vraagt hij het recht om over een jaar en een dag terug te slaan. Heer Gawein accepteert de uitdaging en slaat de groene ridder het hoofd af. Deze pakt zijn hoofd op en gebiedt Gawein hem over een jaar en een dag bij de Groene Kapel te ontmoeten, waar hij terug zal slaan. Hierop rijdt de groene ridder de poort uit.

### De verbintenis
De dag na Allerheiligen gaat Gawein dan op weg, op zoek naar de Groene Kapel. Uiteindelijk arriveert hij bij een kasteel, waar hij gastvrij wordt onthaald. Hij hoort van de kasteelheer dat de Kapel hier vlakbij gelegen is en besluit de feestdagen in het kasteel door te brengen. De heer vraagt Gawein drie dagen te blijven om zijn vrouw op te beuren en bovendien een verbintenis met hem aan te gaan: hij zal gaan jagen in het bos en wat hij vangt zal hij aan Gawein geven. Gawein zal in ruil aan de heer geven wat hij in het kasteel ontvangt. De volgende avond krijgt Gawein van de burchtheer een aantal hindes aangeboden die hij verschalkt heeft. In ruil geeft Gawein de heer de kus die hij van de kasteeldame ontving. De tweede avond presenteert de heer hem een groot zwijn en Gawein geeft hem in ruil twee kussen.
Op de derde morgen ontvangt Gawein van de dame drie kussen en een groene zijden gordel, die de drager onkwetsbaar maakt. Hij heeft haar moeten beloven niemand te vertellen dat ze hem de gordel heeft gegeven. Die avond keert de burchtheer terug met een vos, waarvoor hij drie kussen ontvangt, maar van de gordel spreekt Gawein niet.

### De Groene Kapel
Gawein vindt de Groene Ridder en biedt hem zijn nek aan. Twee keer maakt de Groene Ridder aanstalten om te slaan, maar houdt zich in. De derde slag schampt Gaweins nek en verwondt hem maar lichtjes. Daarop onthult de Groene Ridder dat hij de burchtheer is en dat hij zijn dame naar Gawein toestuurde om hem op de proef te stellen. Gawein heeft de proef van begeerte doorstaan, maar door de gordel te houden toch een beetje gefaald. Hiervoor liep hij bij de derde slag de lichte verwonding op.